# National Park Bank

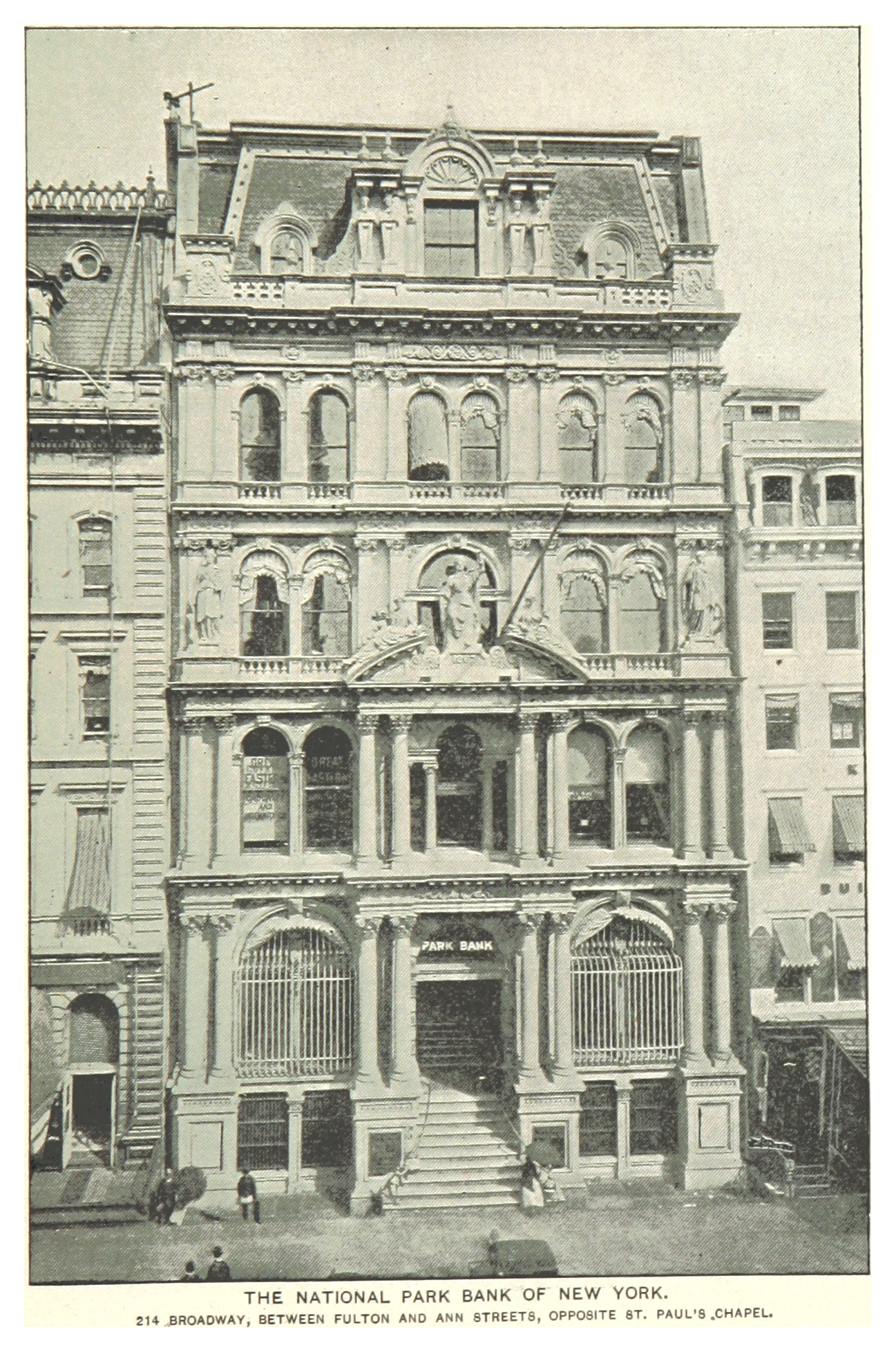
Banco del Parque Nacional (edificio de 1868)

El National Park Bank fue fundado en 1856 en la ciudad de Nueva York y, a fines del siglo XIX, realizaba más actividades comerciales que cualquier otro banco del país.

## Historia
El banco construyó un importante rascacielos de principios de Estilo Segundo Imperio en 214-18 Broadway – frente a la Capilla de San Pablo, – por el arquitecto neoyorquino Griffith Thomas y terminado en 1868.

### Edificio de 1905
El arquitecto Donn Barber amplió enormemente este edificio entre 1903 y 1905, alterando su fachada de Broadway hasta dejarla irreconocible. El banco había comprado el terreno directamente detrás de su edificio, de 165 x 75 pies, frente a Ann Street al norte y Fulton Street al sur. Este fue pensado como la ubicación para un futuro rascacielos, pero en su lugar se utilizó para una nueva sala bancaria con una bóveda diseñada por Frederick S. Holmes. Barber diseñó un edificio Beaux-Arts en forma de T con una gran ventana arqueada en cada una de las tres fachadas de la calle. Primero se construyó la barra de la "T", dos altas bóvedas de cañón artesonado que flanquean una cúpula de vidrieras. El negocio bancario se mudó a este espacio en 1904, mientras que los tres pisos inferiores del edificio de 1868 (el tallo de la "T") fueron destruidos para crear un gran vestíbulo de entrada. La altura de la nueva sala bancaria desde el piso de mármol hasta la parte superior de la cúpula de vidrieras era de 68 pies (20,7 m). El artista Albert Herter pintó los grandes murales de luneta de Agricultura, Industria y Comercio para el vestíbulo de entrada y la sala bancaria.
El edificio fue demolido en 1961.

### Negocio
En 1911, el banco adquirió Wells Fargo Company.
John Hamilton Fulton fue presidente en 1927.

Se consolidó con Chase National Bank en 1929.

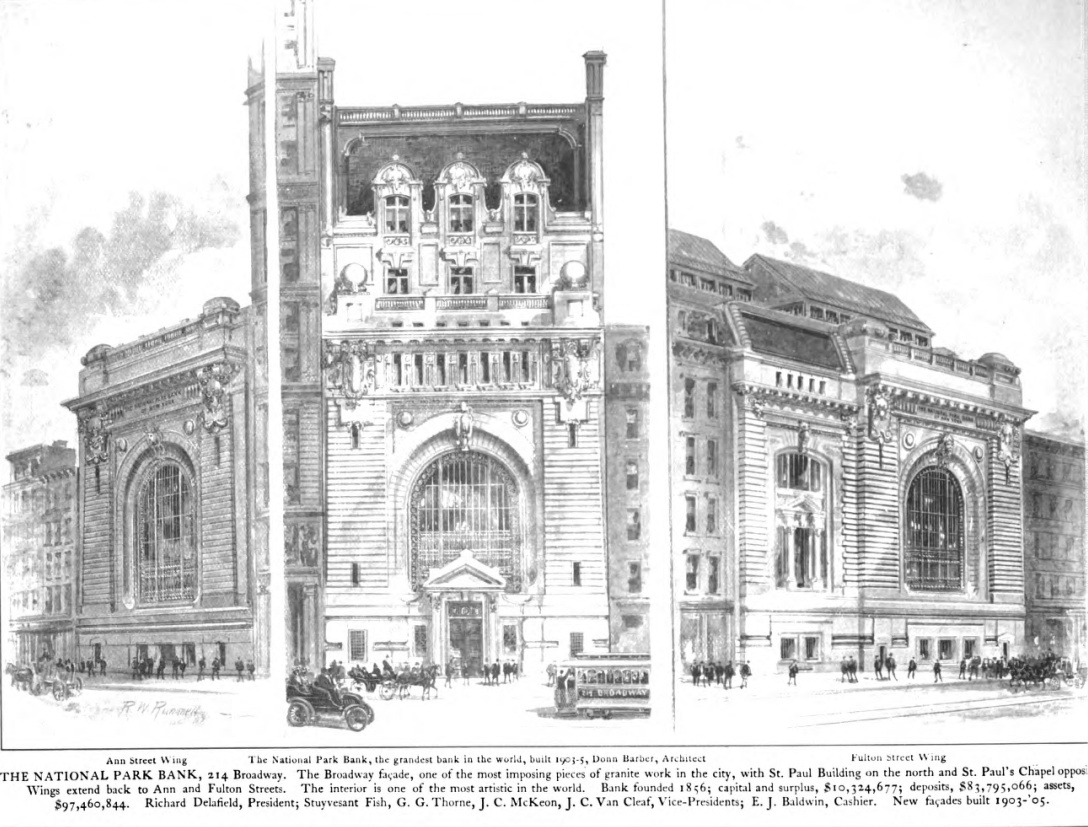
Fachada de Ann Street – Fachada de Broadway – Fachada de Fulton Street
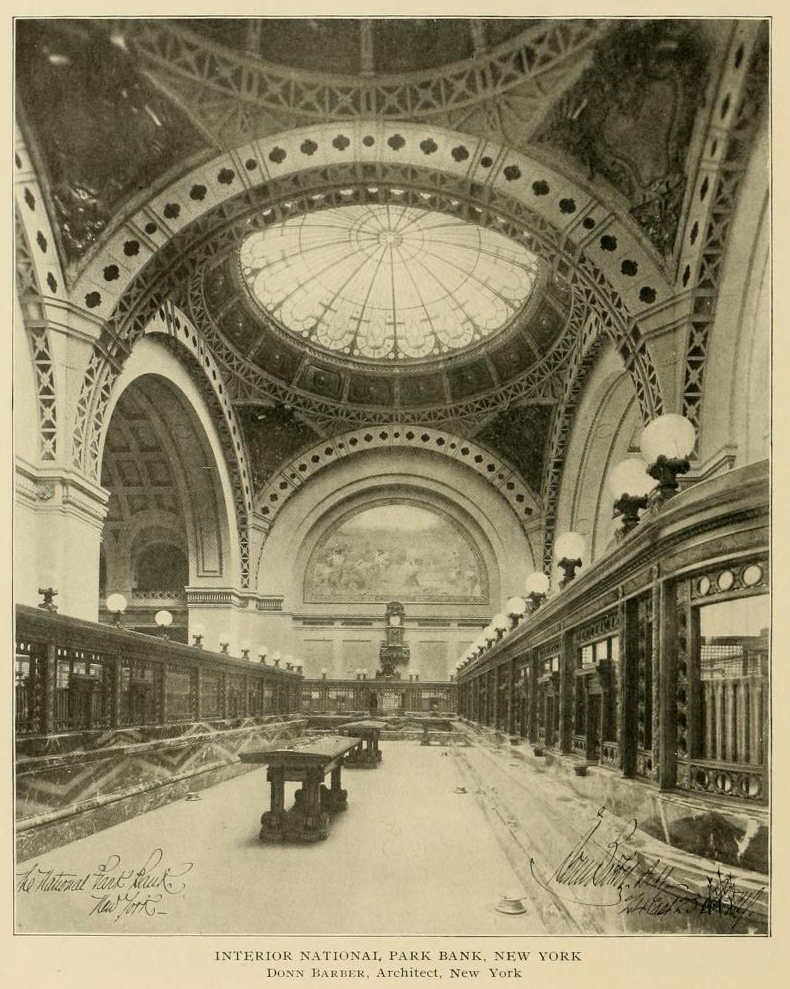
Interior del edificio de 1905